# Neolithische Tonlöffel

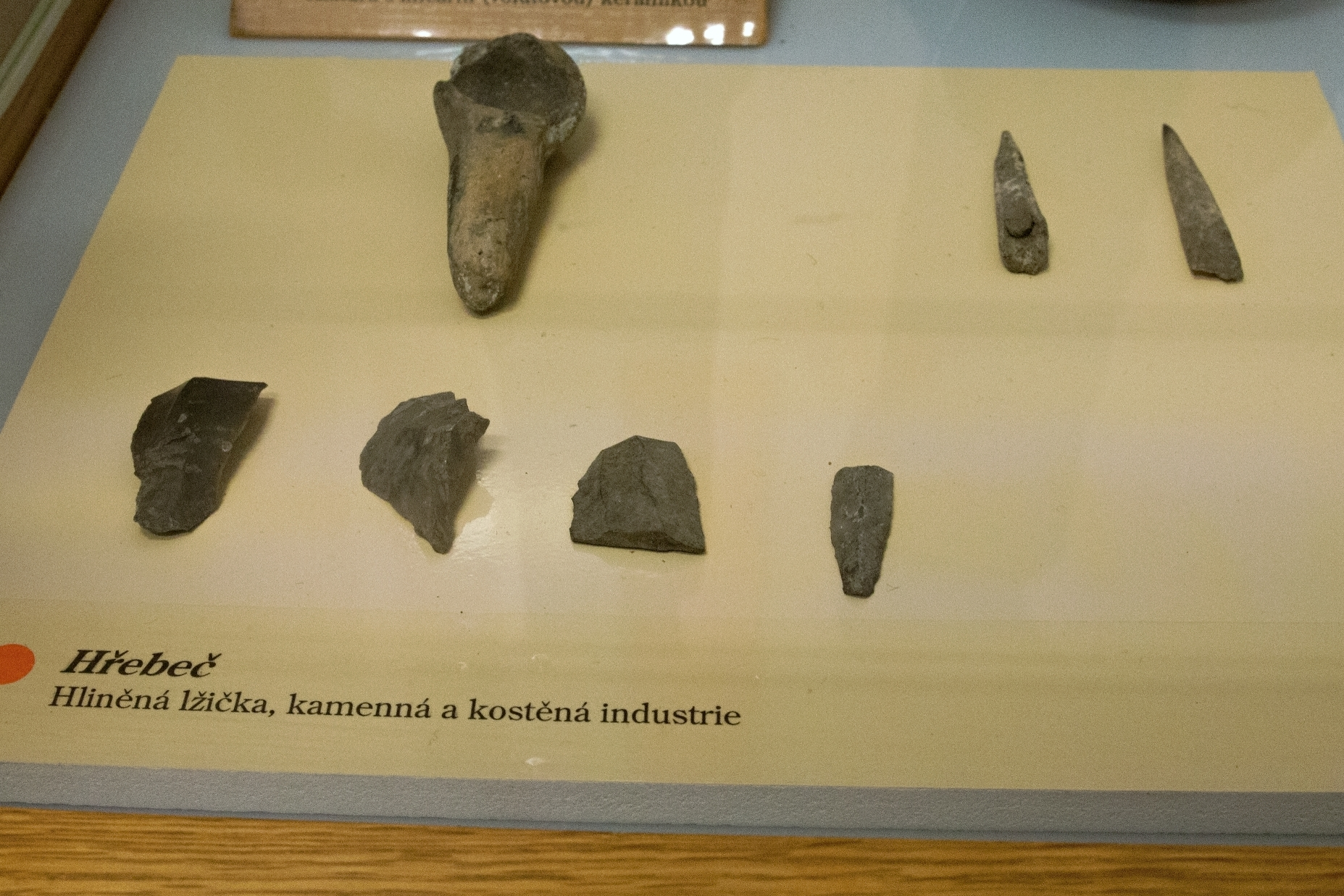
Löffel und Werkzeuge – Museum Kladno

Neolithische Tonlöffel sind eine Fundgattung, die in Megalithanlagen der Trichterbecherkultur (TBK) in Dänemark – z. B. im Ganggrab von Stenseby auf Bornholm, im Tempel auf dem Tustruper Gräberfeld in Djursland – und in Schweden – z. B. in einem Ganggrab von Västra Hoby in Schonen und in der Siedlung von Rörby/Tossene im Bohuslän – gefunden wurde.
Die spaten- und tellerförmigen, verzierten Laffen der Löffel haben tüllenartige Hülsen zur Aufnahme eines runden, vermutlich hölzernen Stiels. Die umlaufende Randverzierung bestand aus gefüllten Winkelmustern, Zick-Zack-Mustern und konzentrischen Eindruckrillen.
Da man in anderem Kontext Holz benutzte, hat man an einigen dänischen Fundplätzen der Steinzeit auch Holzgefäße und unverzierte Holzlöffel angetroffen.
Auch auf neolithischen Fundplätzen der Lengyel-Kultur (Leonding, Mellach) der Badener Kultur, der Münchshöfener Kultur und der Pollinger Gruppe wurden Tonlöffel gefunden.